# Max Vachon
Max Vachon, zoólogo francés, nacido el 4 de enero de 1908 en Dijon y fallecido el 3 de noviembre de 1991 en París, el Hospital Bichat.

## Biografía
Comenzó sus estudios en Dijon, e influenciado por sus maestros se interesó en la zoología. Después de recibir su licenciatura en Ciencias, fue profesor de la escuela secundaria en Chaumont y Dijon (1931-1935). Es miembro desde 1935 hasta 1938, de la Universidad de Borgoña y viajó regularmente al observatorio oceanográfico de Banyuls-sur-Mer. Defendió su tesis en la Sorbona en 1938, donde se centra en el desarrollo y la reproducción de pseudoescorpiones, la cual se realizó bajo la dirección de Robert Denis (1893-1969). Luego obtuvo un puesto como asistente en el Laboratorio de Zoología (gusanos y crustáceos) del Museo Nacional de Historia Natural de Francia. En 1955, sucedió a Louis Fage (1883-1964), jefe del laboratorio (Presidente Lamarck) y se convirtió en profesor.
Estudia principalmente los arácnidos, los primeros pseudoescorpiones y los escorpiones de África del Norte, donde en 1952 publicó una importante monografía. Estaba particularmente interesado en las tricobotrias. Sus intereses se ampliarán con el tiempo y tendrán en cuenta otros arácnidos, como las Solifugae y también la segmentación entre Limulidae, el comportamiento de las avispas parásitos de arañas, etc.
Además de su investigación, también fue elegido regidor de Orly 1945-1948 y participó en numerosos comités del CNRS. Dirige el Boletín del Museo Nacional de Historia Natural. El profesor Max Vachon fue miembro de numerosas sociedades científicas y fue el presidente de la Academia de Ciencias de Ultramar y la Sociedad Zoológica de Francia, fundó el Centro Internacional de arácnidos de documentación que promueve la cooperación internacional y organizó congresos de aracnología.
El también estuvo interesado en la historia de la biología y, en particular, la vida y la obra de Jean-Baptiste Lamarck (1744-1829), así como la arqueología.
Tuvo cuatro hijos, dos hijos y dos hijas, todos ellos trabajaron en el campo de la medicina. Max Vachon fue un Caballero de la Legión de Honor.

## Abreviatura (zoología)
La abreviatura Vachon  se emplea para indicar a Max Vachon como autoridad en la descripción y taxonomía en zoología.